# Скипетров, Михаил Иванович
Михаил Иванович Скипетров (1858—1918) — русский тайный советник, генерал-контролёр и член Совета Государственного контроля Российской империи (1907—1917). 

## Биография
Родился 1 ноября 1858 года в селе Станки, Вязниковский уезд, Владимирская губерния в семье священника.
С 1868 года обучался в Шуйском духовном училище, по окончании которого в 1873 году поступил во Владимирскую духовную семинарию. В 1878 году поступил на юридический факультет  Императорского Санкт-Петербургского университета. В службе и классном чине с 1885 года.
В 1892 году в качестве младшего ревизора поступает на службу в Департамент военной и морской отчетности Государственного контроля Российской империи. В 1906 году был произведён в чин действительного статского советника и
в 1907 году был назначен генерал-контролёром Департамента военной и морской отчётности. В 1913 году был произведён в чин тайного советника с назначением генерал-контролёром — директором  Департамента военной и морской отчётности и членом Совета Государственного контроля Российской империи. С 1916 года одновременно с основной деятельностью являлся товарищем (заместителем) Государственного контролёра С. Г. Феодосьева.
Помимо основной деятельности, М. И. Скипетров, с 1901 по 1903 год является членом Хозяйственной комиссии по строительству Суворовского музея. С 1904 по 1905 год являлся директором Правления Общества Тавризской железной дороги и одновременно директором правления Энзели-Тегеранской железной дороги. С 1906 по 1909 год являлся членом Особого комитета по организации прибрежной обороны Санкт-Петербурга. С 1906 по 1916 год являлся членом комитета Хозяйственно-строительной комиссии по постройке зданий для Николаевской академии Генерального штаба. С 1907 года так же являлся совещательным членом Комиссии по устройству казарм при Военном совете Российской империи. М. И. Скипетров занимался и благотворительной деятельностью являясь действительным членом Общества вспомоществования нуждающимся воспитанникам Владимирской духовной семинарии и Шуйского духовного училища.
Брат — протоиерей Скипетров, Пётр Иванович (1863—1918)
Умер в 1918 году в Петрограде.

## Награды
М. И. Скипетров имел следующие награды:
- Орден Святой Анны 2-й степени (1899)
- Орден Святого Владимира 3-й степени (1909)
- Орден Святого Станислава 1-й степени (1911)

Медали и другие награды:
- Монаршее благоволение (1905, 1905, 1912)
- Медаль «В память царствования императора Александра III»
- Медаль «За труды по первой всеобщей переписи населения»